# 智利臀棘鯛
智利臀棘鯛輻鰭魚綱金眼鯛目燧鯛亞目燧鯛科的其中一種，分布於東南太平洋的Desventuradas群島及Juan Fernández群島海域，棲息在深水域，無任何經濟價值。